# سوفیا پومپوریدو
سوفیا پومپوریدو (یونانی: Σοφία Πουμπουρίδου؛ زادهٔ ۱۲ ژوئن ۱۹۸۰) کشتی‌گیر اهل یونان است.